# Ode (India)
Ode è una suddivisione dell'India, classificata come municipality, di 18.454 abitanti, situata nel distretto di Anand, nello stato federato del Gujarat. In base al numero di abitanti la città rientra nella classe IV (da 10.000 a 19.999 persone).

## Geografia fisica
La città è situata a 22° 38' 07 N e 73° 05' 43 E.

## Società

### Evoluzione demografica
Al censimento del 2001 la popolazione di Ode assommava a 18.454 persone, delle quali 9.643 maschi e 8.811 femmine. I bambini di età inferiore o uguale ai sei anni assommavano a 2.131, dei quali 1.174 maschi e 957 femmine. Infine, coloro che erano in grado di saper almeno leggere e scrivere erano 12.748, dei quali 7.622 maschi e 5.126 femmine.